# پایگاه داده توزیع‌شده

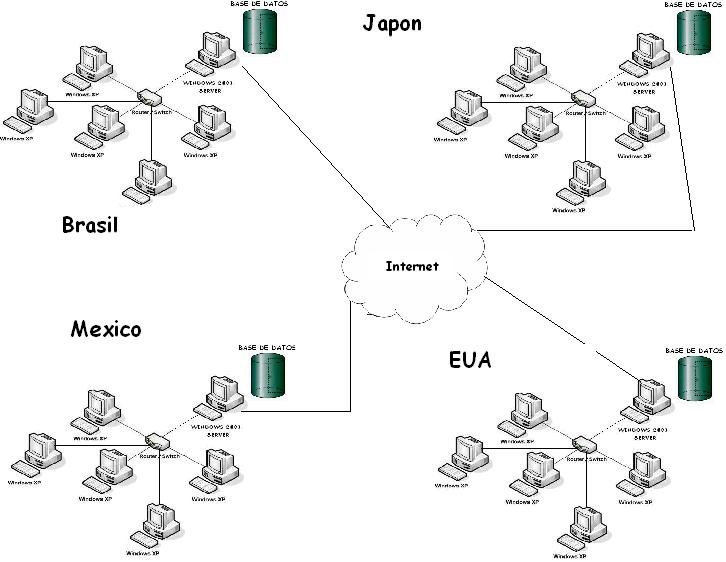
طرحی از پایگاه داده توزیع‌شده

پایگاه داده توزیع شده پایگاه داده‌ای است که دستگاه‌های ذخیره‌سازی داده به یک پردازنده مشترک متصل نیستند که ممکن است به صورت چندین رایانه در مکان فیزیکی مشابه باشد یا در یک شبکه‌ای از رایانه‌های به هم متصل توزیع شده باشد.

## ویژگی های پایگاه داده توزیع شده
هنگامی که داده ها در یک مجموعه هستند، پایگاه های اطلاعاتی توزیع شده منطقی به هم مرتبط هستند و اغلب یک پایگاه داده منطقی واحد را نشان می دهند. با پایگاه های داده توزیع شده، داده ها به صورت فیزیکی در چندین مکان ذخیره می شوند و به طور مستقل مدیریت می شوند. پردازنده های هر سایت توسط یک شبکه به هم متصل هستند و پیکربندی چند پردازنده ای ندارند.

## معماری پایگاه داده توزیع شده
در یک سیستم پایگاه داده توزیع شده همگن، همه مکان های فیزیکی دارای سخت افزار زیرین یکسانی هستند و سیستم عامل ها و برنامه های کاربردی پایگاه داده یکسانی را اجرا می کنند. سیستم های پایگاه داده توزیع شده همگن به عنوان یک سیستم واحد ظاهر می شوند و طراحی و مدیریت آنها بسیار آسان تر است. برای اینکه یک سیستم پایگاه داده توزیع شده همگن باشد، ساختار داده در هر مکان باید یکسان یا سازگار باشد. برنامه پایگاه داده مورد استفاده در هر مکان نیز باید یکسان یا سازگار باشد.
در یک پایگاه داده با توزیع ناهمگن، سخت افزار، سیستم عامل یا برنامه های پایگاه داده ممکن است در هر مکان متفاوت باشد. سایت های مختلف ممکن است از طرح ها و نرم افزارهای متفاوتی استفاده کنند، اگرچه تفاوت در طراحی و چیدمان می تواند پردازش درخواست ها و تراکنش ها را دشوار کند.